# Western Suburbs FC
Western Suburbs Football Club (comúnmente abreviado Western Suburbs) es un club de fútbol de la ciudad de Porirua, Nueva Zelanda.
Actualmente juega en la Central Premier League, competición que ganó en seis ocasiones.

## Historia
Fue fundado en 1906 con el nombre de Hospital AFC, con este nombre el mayor logro del club fue la Copa Chatham lograda en 1935. En 1956, cuando la institución cumplió 50 años, se decidió cambiar el nombre a Western Suburbs. En 1970 llegó a jugar la Liga Nacional de Nueva Zelanda, pero solo permaneció dos temporadas en dicha liga, ya que en 1971 descendió. A pesar de ello, ese mismo año ganó la Copa Chatham. 
En 1973 se cambió nuevamente el nombre a Porirua United. En ese proceso una parte del equipo se separó y creó el Tawa AFC. En 1974, el Porirua United ganó la Central Premier League. En 1983 se cambió mínimamente el nombre a Porirua Viard United, pero en 1992 se fusionó con el Mana United formando el Western Suburbs. En 2004 fue uno de los clubes que se juntaron para formar la franquicia Team Wellington.

## Palmarés
- Central Premier League (6): 1996, 1998, 2005, 2007, 2009 y 2017.
- Copa Chatham (3): 1935, 1971 y 2006.